# 志布志町志布志
志布志町志布志（しぶしちょうしぶし）は、鹿児島県志布志市の大字。志布志町志布志及び志布志町志布志一丁目、志布志町志布志二丁目、志布志町志布志三丁目があり、志布志町志布志一丁目、志布志町志布志二丁目、志布志町志布志三丁目で住居表示を実施している。志布志町志布志の郵便番号は899-7103。

## 地理
志布志市の南東、旧志布志町域の南西、志布志湾に面する。中核国際港湾・志布志港、志布志市役所本庁兼志布志支所（旧志布志町役場）を始めとする志布志市の官公施設、JR日南線の終着駅である志布志駅等が所在する旧志布志町時代から続く志布志市の中心地域である。旧志布志町の大字志布志と地理的に同義であり、志布志町の周辺自治体との合併に伴う新志布志市発足により、志布志は志布志町志布志へ改称された。志布志市街地とは一般的に志布志の山城が見下ろす志布志町志布志、志布志町帖周辺を指す。
志布志町志布志には東から順に一丁目から三丁目まである。志布志町志布志の中央を東西に国道220号が走り、中心部は志布志駅、志布志市役所志布志支所等が立地する。紀行作家の宮脇俊三は1978年にこの地を訪れた際の取材ノートに「閑散としている」「だだっぴろい」と記している。沿岸部の志布志港周辺には丁目が付かず、志布志町志布志の後に番地が入る。

## 歴史

### 志布志の成立
志布志の名は鎌倉時代から見られる地名で、1315年（正和5年）の沙弥蓮正打渡状を初見とする。志布志の名の由来は、古くにこの地を訪れた天智天皇が滞在中に主人の妻と侍女がともに布を献上したことを「上からも下からも志として布を献じたことは誠に志布志である」とし、志布志と呼んだと伝えられている。

### 近世の志布志
江戸時代には薩摩藩直轄領となり、志布志郷（外城）のうちであった。1702年（元禄15年）の『日向国覚書書』には「志布志郷14カ村」とある。志布志町志布志は志布志郷14村のうち志布志村にあたる。志布志村は志布志津（志布志港）の貿易によって栄え、後に農村の帖村と港町の野畠村へ分村された。このうち志布志町志布志は野畠村にあたる。
1871年（明治4年）、野畠村は帖村へ併合されるが、1879年（同12年）に再び志布志町として分立した。ただし1884年（同17年）の『日向地誌』（平部嶠南）は帖村の一部として収録している。
また、志布志は廃藩置県により1871年に鹿児島県の所属となるが、同年11月に府県再編が行われ都城県となり、1873年に宮崎県の所属となった。1876年に再び鹿児島県の所属となった。

### 町村制施行以後の志布志

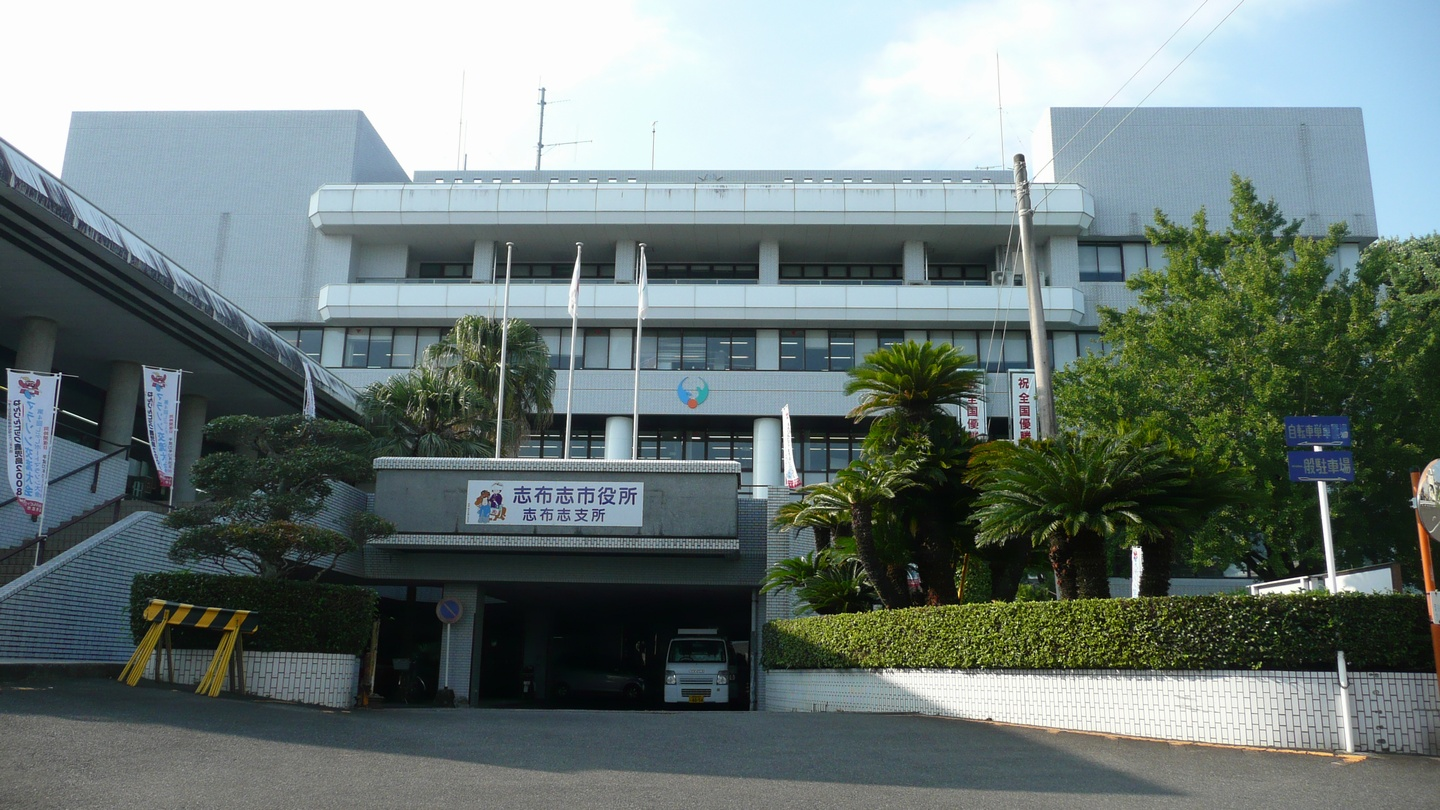
志布志支所時代の志布志市役所（2008年）

1889年（同22年）には町村制施行に伴い、志布志郷の11村の区域より志布志村が成立し、それまでの志布志町は志布志村の大字「志布志」となるが、1891年（同24年）の士族の横暴に業を煮やした月野村の離脱に端を発する東西志布志の分裂により、大字志布志は新たに形成された東志布志村の大字となる。開国後、開港地の選定から外れた志布志の海上交易は明治から大正にかけて急激に衰退し、11の寺社が並んだ文化的な街並みも1869年（明治2年）の廃仏毀釈によって完全に消失した。
1904年（明治37年）、日露戦争が勃発すると、志布志は海軍の演習地、停泊地として幾分の賑わいを取り戻した。以降の志布志港や国鉄路線の整備計画は、軍の意向が働いた側面が強い。1913年（大正2年）、志布志は東志布志村の町制施行により志布志町の大字となった。1919年（大正8年）には志布志港の築港起工式が行われ、志布志港の整備が本格化した。1931年（昭和6年）に巨費を投じた港湾整備事業は完工、国鉄路線の整備も進んだ志布志は、廃れた港町から大隅半島東部における交通の要衝へと変貌を遂げた。
1997年（平成9年）2月17日に大字志布志字西町、仲町、東町の区域より志布志一丁目、大字志布志字大黒町、下小西、上小西、大西の一部の区域より志布志二丁目、大字志布志字大西の大部分の区域より志布志三丁目が設置され、同日より志布志一丁目、志布志二丁目、志布志三丁目の区域で住居表示が実施された。
2004年、南曽於地区合併協議会に出された合併後の調整案（志布志町においては、「曽於郡志布志町□□」を「○○市志布志町□□」に置き換えるものとする。）が承認されたため、2006年の新志布志市発足に伴い、志布志町の大字「志布志」は、志布志市の大字「志布志町志布志」となり、志布志一丁目は「志布志町志布志一丁目」、志布志二丁目は「志布志町志布志二丁目」、志布志三丁目は「志布志町志布志三丁目」となった。志布志市の発足により、志布志二丁目にある志布志町役場は志布志市役所の支所である志布志市役所志布志支所となったが、2021年にこの志布志支所に志布志市役所の本庁舎機能を移転することになった。引き続き志布志市役所志布志支所も設置されている。

### 字域の変遷
| 実施後                           | 実施年            | 実施前                                                     |
| -------------------------------- | ----------------- | ---------------------------------------------------------- |
| 志布志町大字志布志一丁目（新設） | 1997年（平成9年） | 志布志町大字志布志（字西町、仲町、東町）                   |
| 志布志町大字志布志二丁目（新設） | 1997年（平成9年） | 志布志町大字志布志（字大黒町、下小西、上小西、大西の一部） |
| 志布志町大字志布志三丁目（新設） | 1997年（平成9年） | 志布志町大字志布志（字大西の大部分）                       |

## 施設

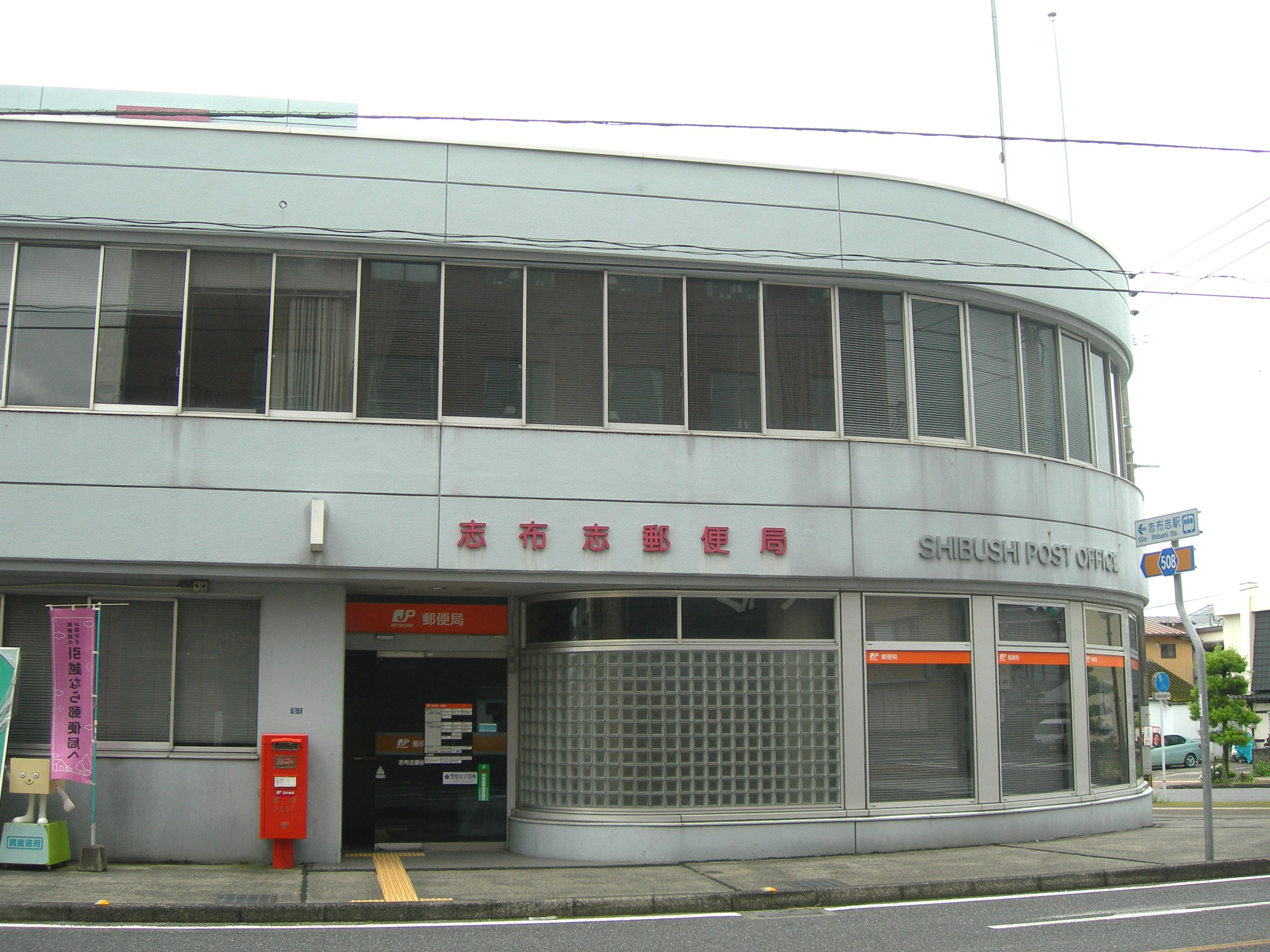
志布志郵便局（2010年、志布志町志布志二丁目）

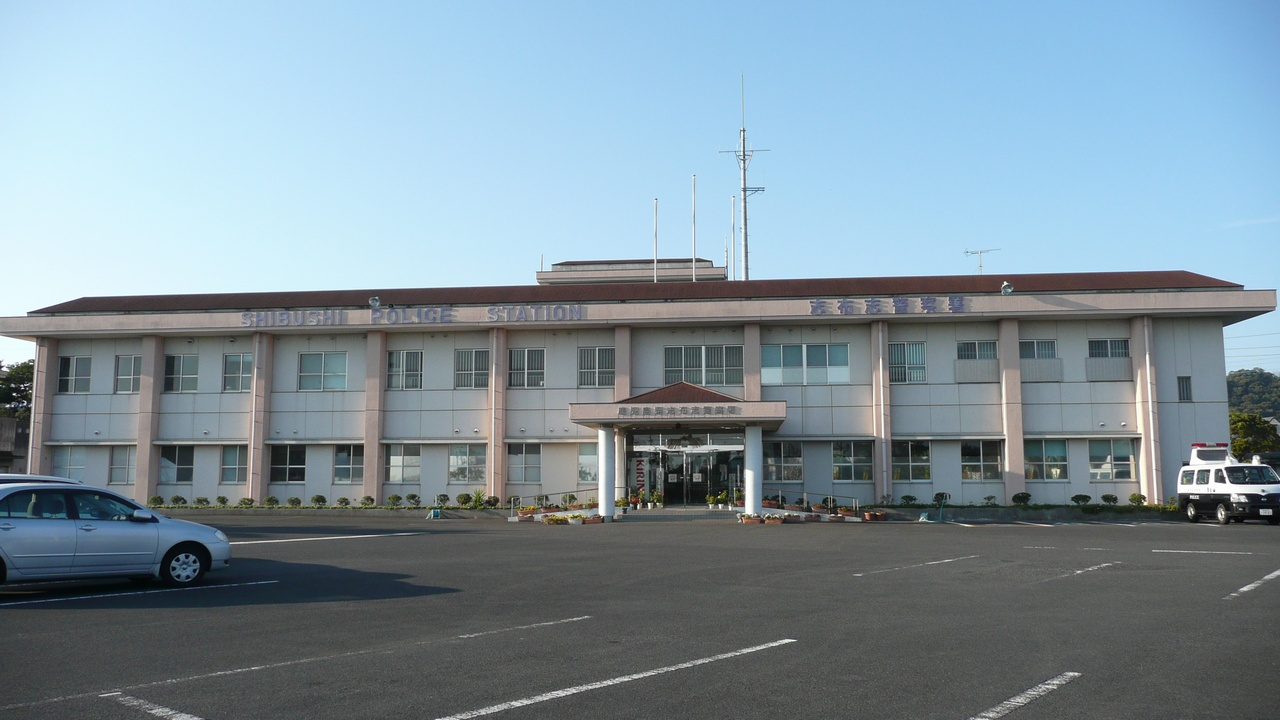
志布志警察署（2008年、志布志町志布志）

### 公共
- 志布志市役所本庁兼志布志支所（志布志町志布志二丁目[13]）
- 志布志警察署（志布志町志布志[14]）
- 志布志保健所（志布志町志布志二丁目[15]）
- 志布志消防署（志布志町志布志）[16]
- 志布志文化会館（志布志町志布志）
- 志布志市立図書館志布志分館（志布志町志布志[17]）
- 志布志市立図書館香月分館（志布志町志布志三丁目[17]）
- 志布志港湾合同庁舎（志布志町志布志[18]）
  - 志布志海上保安署
  - 長崎税関志布志出張所
  - 門司植物防疫所鹿児島支所志布志出張所
- 志布志鉄道記念公園（志布志町志布志三丁目）

### 教育
- 志布志保育園（志布志町志布志[19]）
- カトリック志布志幼稚園（志布志町志布志二丁目[19]）
- 若草あゆみこども園（志布志町志布志[19]）

### 郵便局
- 志布志郵便局（志布志町志布志二丁目[20]）
- 志布志東町郵便局（志布志町志布志一丁目[21]）

## 人口・世帯数
2010年10月1日付の国勢調査によると志布志町志布志及び志布志町志布志一丁目、志布志町志布志二丁目、志布志町志布志三丁目を合算した人口は7,929人、世帯数は3,565世帯である。以下に大字別の人口・世帯数を示す。

### 字・丁目別
| 大字名               | 人口  | 世帯数 |
| -------------------- | ----- | ------ |
| 志布志町志布志       | 5,559 | 2,452  |
| 志布志町志布志一丁目 | 695   | 298    |
| 志布志町志布志二丁目 | 816   | 408    |
| 志布志町志布志三丁目 | 859   | 407    |

### 人口の推移
以下の表は国勢調査による小地域集計が開始された1995年以降の志布志町志布志・志布志町志布志一丁目・志布志町志布志二丁目・志布志町志布志三丁目の人口の推移である。
| 統計年             | 統計年 | 人口  | 人口 |
| ------------------ | ------ | ----- | ---- |
| 1995年（平成7年）  | [ 23 ] | 5,333 |      |
| 2000年（平成12年） | [ 24 ] | 5,310 |      |
| 2005年（平成17年） | [ 25 ] | 5,802 |      |
| 2010年（平成22年） | [ 26 ] | 5,559 |      |
| 2015年（平成27年） | [ 27 ] | 5,480 |      |

## 交通

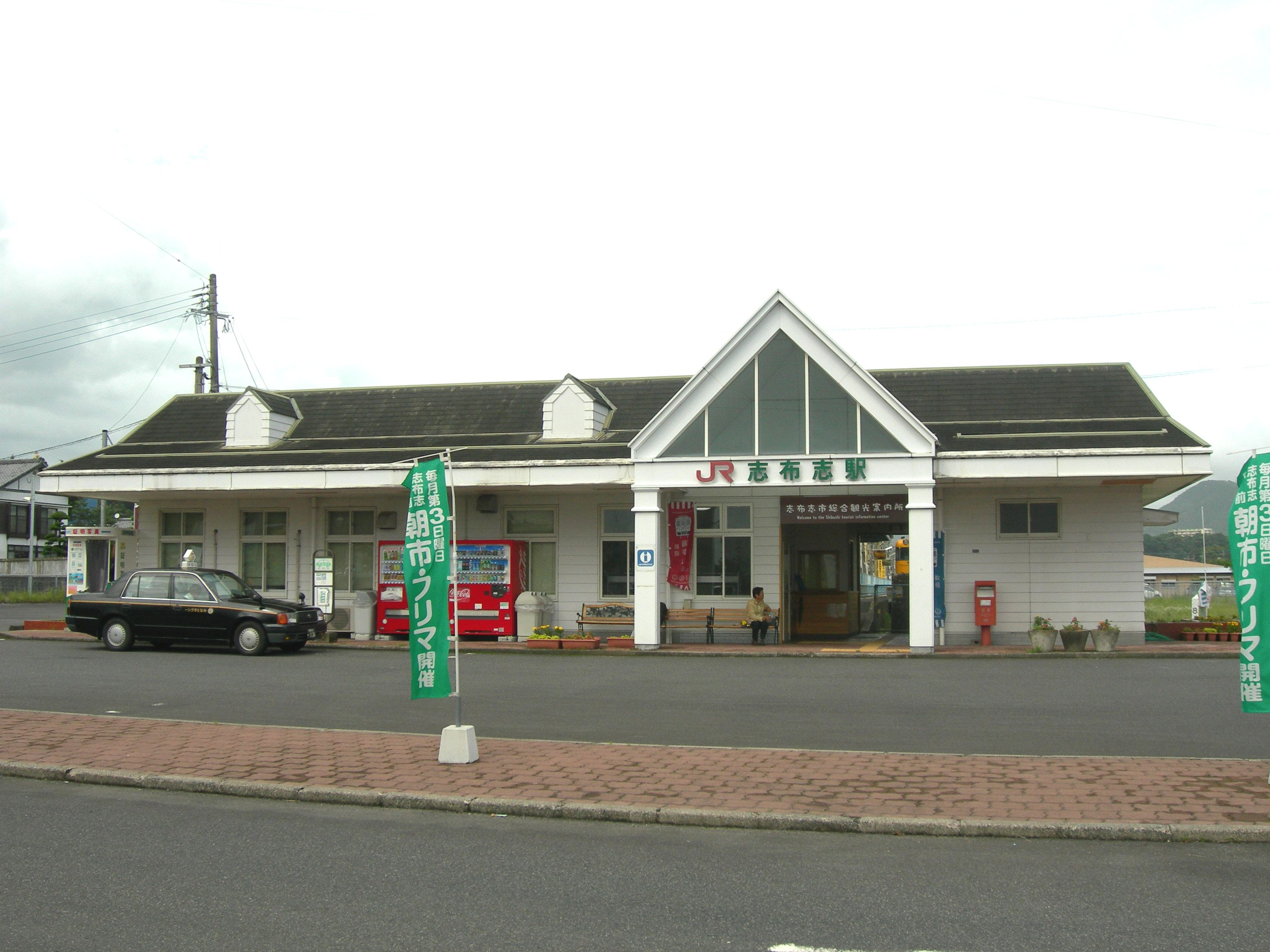
志布志駅は志布志町志布志二丁目に所在している。

### 航路
- マルエーフェリー 東京港 - 志布志港 - 名瀬港 - 那覇港
- フェリーさんふらわあ（旧ダイヤモンドフェリー） 大阪港 - 志布志港

### 道路
- 国道220号
- 宮崎県道・鹿児島県道3号日南志布志線
- 鹿児島県道63号志布志福山線
- 鹿児島県道508号志布志停車場線 - 国道220号と志布志駅を結ぶ一般県道で、150mほどの距離しかない。

### 鉄道
- 志布志駅（日南線、かつては志布志線と大隅線も乗り入れていた）

## 珍地名として

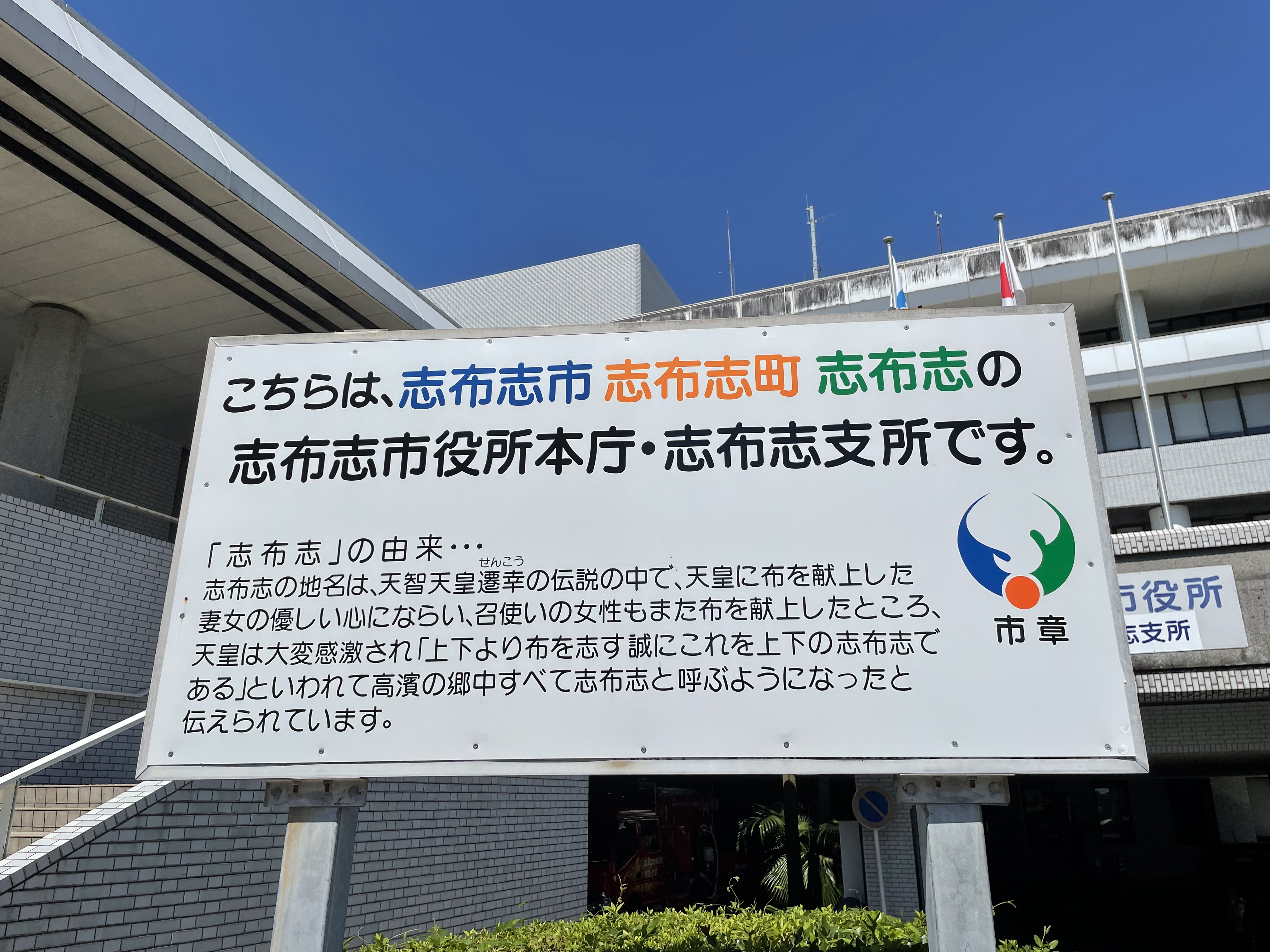
志布志市役所本庁・志布志支所に設置されている看板

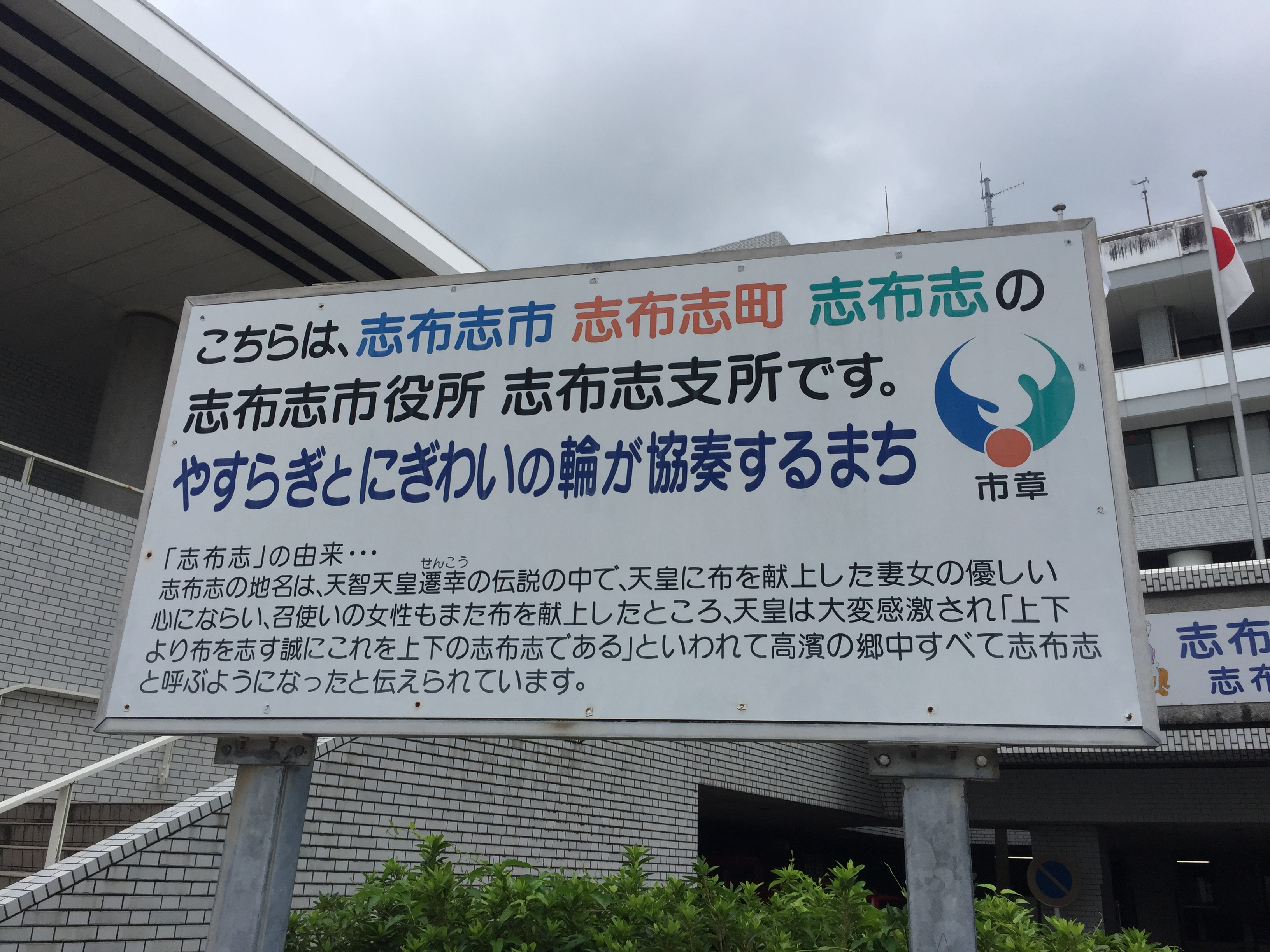
志布志支所時代の看板

地名中に「志布志」が何度も繰り返され、「志」が多くあることから、しばしば珍地名としてネット上で話題になったり、『トリビアの泉』などのテレビ番組で取り上げられることがある。志布志市役所志布志支所前にある「こちらは、志布志市志布志町志布志の志布志市役所志布志支所です。」と書かれた看板が地名の珍しさを象徴するものとして扱われることが多い。2017年3月20日放送の『月曜から夜ふかし』では、「し（志・市・支・所）」を繰り返し発音する合間に違う字が入る「日本一言いづらい市役所」として志布志市志布志町志布志の志布志市役所志布志支所が紹介された。
2024年3月10日放送の『HKT48 ラジオ聴かナイト!』では「早口言葉のような地名」として紹介された。

この看板は2021年に志布志支所に志布志市役所本庁が移転したことにより、「こちらは、志布志市志布志町志布志の志布志市役所本庁・志布志支所です。」と書かれた看板に交換されている。
また、同じ志布志町志布志にある志布志港にも、「志布志市志布志町志布志3292にある志布志港です」という看板がある。